# Факел (стадион)
«Фа́кел» — футбольный стадион в Воронеже. Является домашней ареной клуба «Факел». Вмещает 10 052 зрителя. Имеется 4 трибуны.
Был построен на месте футбольного стадиона «Факел», открытого в 1986 году и принадлежащего долгое время Конструкторскому бюро химавтоматики. В 1989 году были построены трибуны стадиона.

## История
Спорткомплекс «Факел» и вся его инфраструктура немыслима без упоминания КБХА. Расцвет бюро пришёлся на годы управления предприятием Героя Социалистического Труда Александра Конопатова, большого поклонника спорта. После возведения спорткомплекса с бассейном, в котором впервые в СССР появилась система обработки воды озоном, а не хлором, приступили к созданию футбольного стадиона. В 1986 году на новом газоне сыграли в футбол сборные цехов КБХА, ещё через три года там появилась трибуна.
Спорткомплекс мог похвастаться инфраструктурой, которой ни у одного воронежского стадиона не было. В 30 метрах от газона с отличной дренажной системой за синим забором расположились теннисные корты, мини-футбольное поле и площадка для городошного спорта. Арена стала принимать межрегиональные соревнования по лёгкой атлетике, там во время одного из турниров впервые на территории региона был использован фотофиниш. «Факел» также был единственным стадионом Воронежа, на котором можно было проводить стипль-чез — бег с препятствиями в виде барьеров и ямы с водой. Вся открытая спортивная инфраструктура, кроме футбольного поля, была застелена регуполом — передовым для того времени покрытием из резиновой крошки и полиуретана. На футбольном поле тренировалась и выступала молодёжная команда «Факела», не раз на нём играл и лискинский «Локомотив».
Но в 1990 году финансирование КБХА было сильно урезано. Строители уехали с арены, и гидроизоляцию трибун работники спортклуба «Факел» делали уже собственными руками. А после распада СССР жизнь, текущая на стадионе, сильно изменилась. Денег у бюро с каждым годом становилось всё меньше, и в 1997 году весь спорткомплекс перевели на систему хозрасчёта. Сотрудникам арены пришлось узнать, что такое самоокупаемость. Стали возникать долги, и однажды работники стадиона встретили 1 сентября в темноте — электричество отключили за неуплату. Все бывшие бесплатными тренировки спортшкол теперь проводились только за деньги. Пространства, которые были задуманы как залы единоборств и атлетизма, стали сдавать в аренду под офисы и склады. Сотрудники «Факела» признавали, что многому научились у работников Центрального стадиона профсоюзов, которые оказались на системе хозрасчёта ещё раньше.
Через несколько лет бюро перевело в нагрузку к спорткомплексу ещё и санаторий-профилакторий в Советском районе, базу отдыха на Веневитинском кордоне и пионерский лагерь «Восток». То, что зарабатывалось на сдаче стадиона в аренду, шло на содержание этих объектов. Потом у спорткомплекса возникли долги перед региональным бюджетом по налоговым отчислениям. И в 2008 году вся спортивная инфраструктура перешла в областную собственность.
Когда директором спорткомплекса стал Александр Мерный, в регионе начались разговоры о планах по реконструкции футбольной арены. Управленец распорядился создать макет, на котором стадион окружали восстановительный центр, ледовый дворец, гостиница и даже концертный зал. Однако дальше дело не пошло. После создания «Чайки» и «Локомотива» молодёжная команда «Факела» покинула одноимённый стадион.
«БелинжинирингстройИнвест» 19 июня 2024 года объявил о сдаче объекта, в тот же день он был поставлен на кадастровый учёт. 24 июня новую домашнюю арену клуба проинспектируют представители РФС, они планируют начать оценку готовности стадиона «Факел» в Воронеже к проведению матчей.
23 июля 2024 года стадиону была выдана лицензия на проведение матчей и присвоена первая категория.
27 июля 2024 года стадион официально открылся матчем Российской премьер-лиги «Факел» (Воронеж) — «Акрон» (Тольятти) (0:2).

## Факты
В 2003 году понемногу ветшавший стадион ухитрился принять международный матч. В Воронеже проходил групповой этап женского Кубка УЕФА, в котором «Энергия» соперничала с «Форони» из Вероны, хорватским «Осиеком» и будапештской «Феминой».